# Gli amori di Susanna (film 1935)
Gli amori di Susanna (The Affair of Susan) è un film del 1935 diretto Kurt Neumann.

## Produzione
Il film, prodotto dall'Universal Pictures, venne girato in interni negli Universal Studios, al 100 di Universal City Plaza.

## Distribuzione
Distribuito dall'Universal Pictures, il film uscì nelle sale cinematografiche statunitensi il 1º settembre 1935.